# Abrochia igniceps
Abrochia igniceps là một loài bướm đêm thuộc phân họ Arctiinae, họ Erebidae.